# Punavuori
Punavuori (suédois : Rödbergen, français : montagne rouge) est un quartier du district de Ullanlinna à Helsinki, la capitale de la Finlande. Il est prénommé en raison de ses falaises rouges qui ne sont plus visibles aujourd'hui mais que l'on pouvait apercevoir autrefois entre la rue du forgeron (Sepänkatu) et la rue de la montagne rouge (Punavuorenkatu). 

## Population
Après la Seconde Guerre mondiale, ce quartier populaire va s'embourgeoiser progressivement pour devenir l'un des quartiers les plus chers d'Helsinki avec une forte concentration de galeries d'art, boutiques de mode, cafés, restaurants et bars branchés.
Punavuori a une superficie de 0,45 km2, sa population s'élève à 9 226 habitants (1.12.2017) et il offre 6 762 emplois (31.12.2015).

## Lieux et monuments
Le quartier est traversé, entre autres, par les rues Albertinkatu, Bulevardi, Fredrikinkatu, Iso Roobertinkatu, Laivurinkatu, Tehtaankatu, Uudenmaankatu et Yrjönkatu qui forment Viiskulma.
Il abrite, entre autres, les bâtiments suivants:
- Église Mikael Agricola.
- Musée Sinebrychoff
- Mestaritalo
- Hôpital d'Eira
- Halle de Hietalahti
- Théâtre d'Alexandre
- Insinööritalo
- Siège du Groupe Otava
- Agence européenne des produits chimiques

## Transports
Les lignes de bus 20 et 30 entre Eira et Munkkivuori-Myyrmäki et la ligne 22 vers Lauttasaari traversent Punavuori. 
Les lignes de tramway 1 et 3 menant au centre-ville d'Helsinki passent dans les rues Laivurinkatu et Fredrikinkatu.

## Galerie

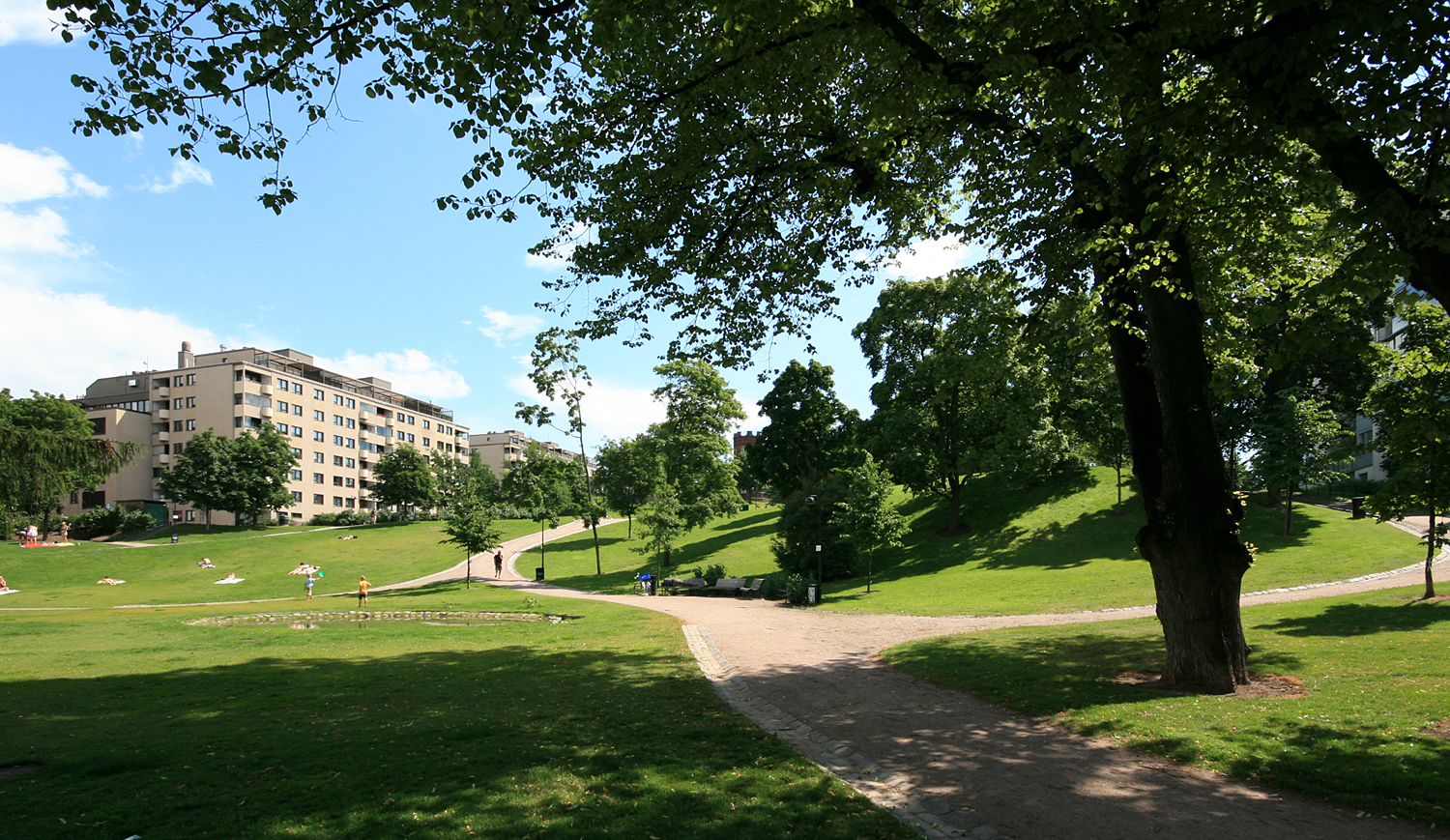
Le Parc Sinebrychoff.
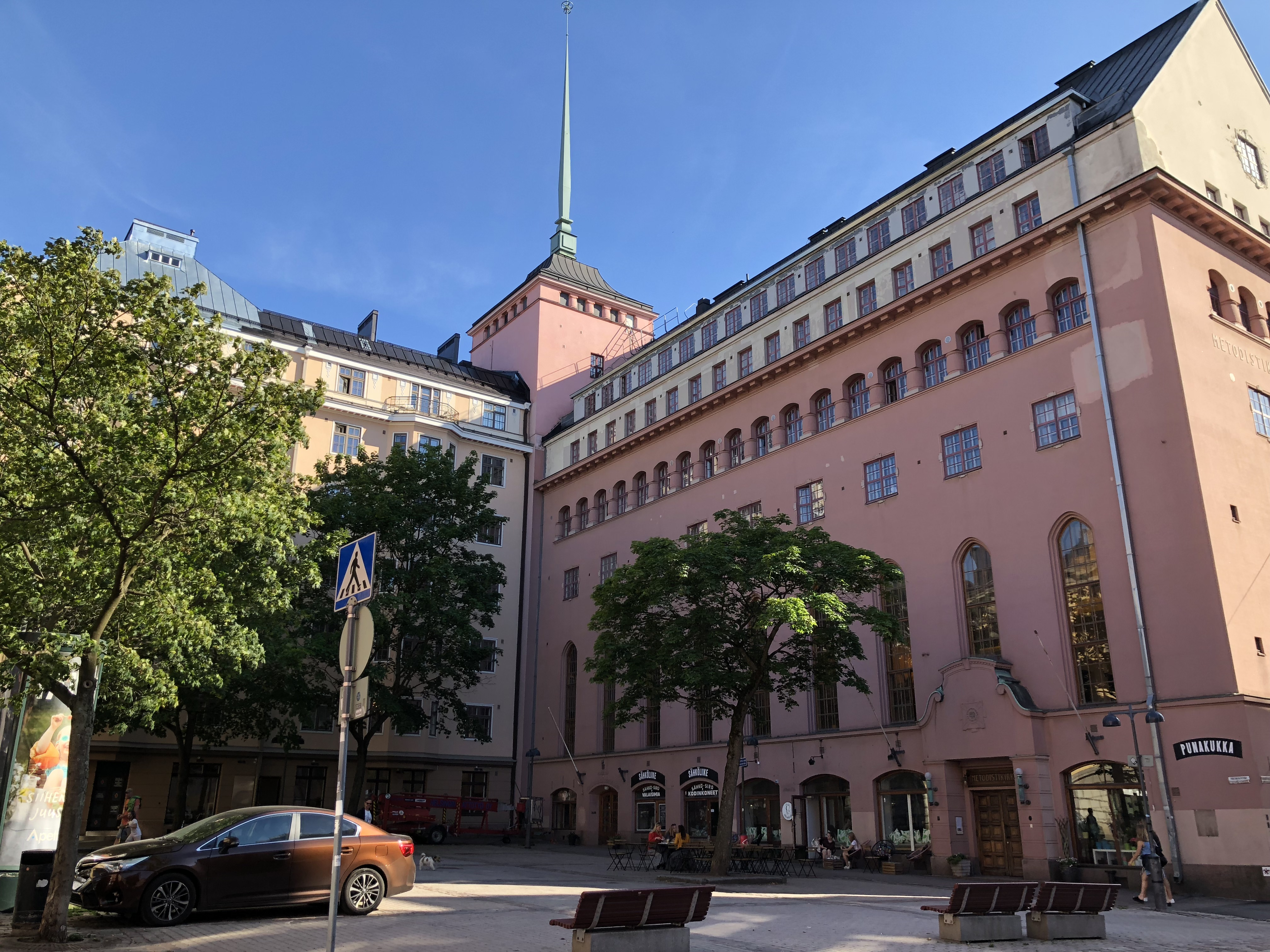
Place Fredrikinotori.
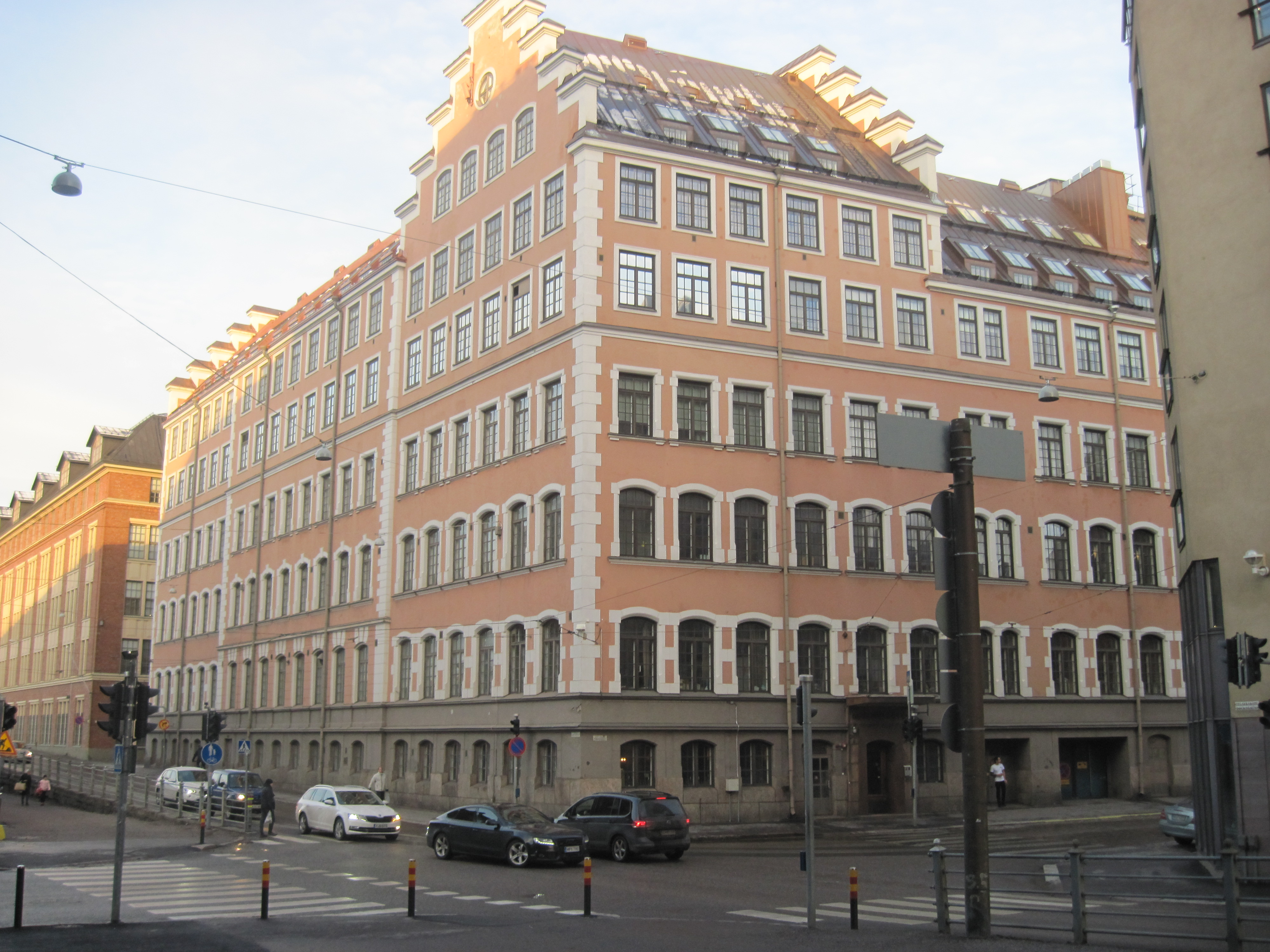
Mestaritalo.

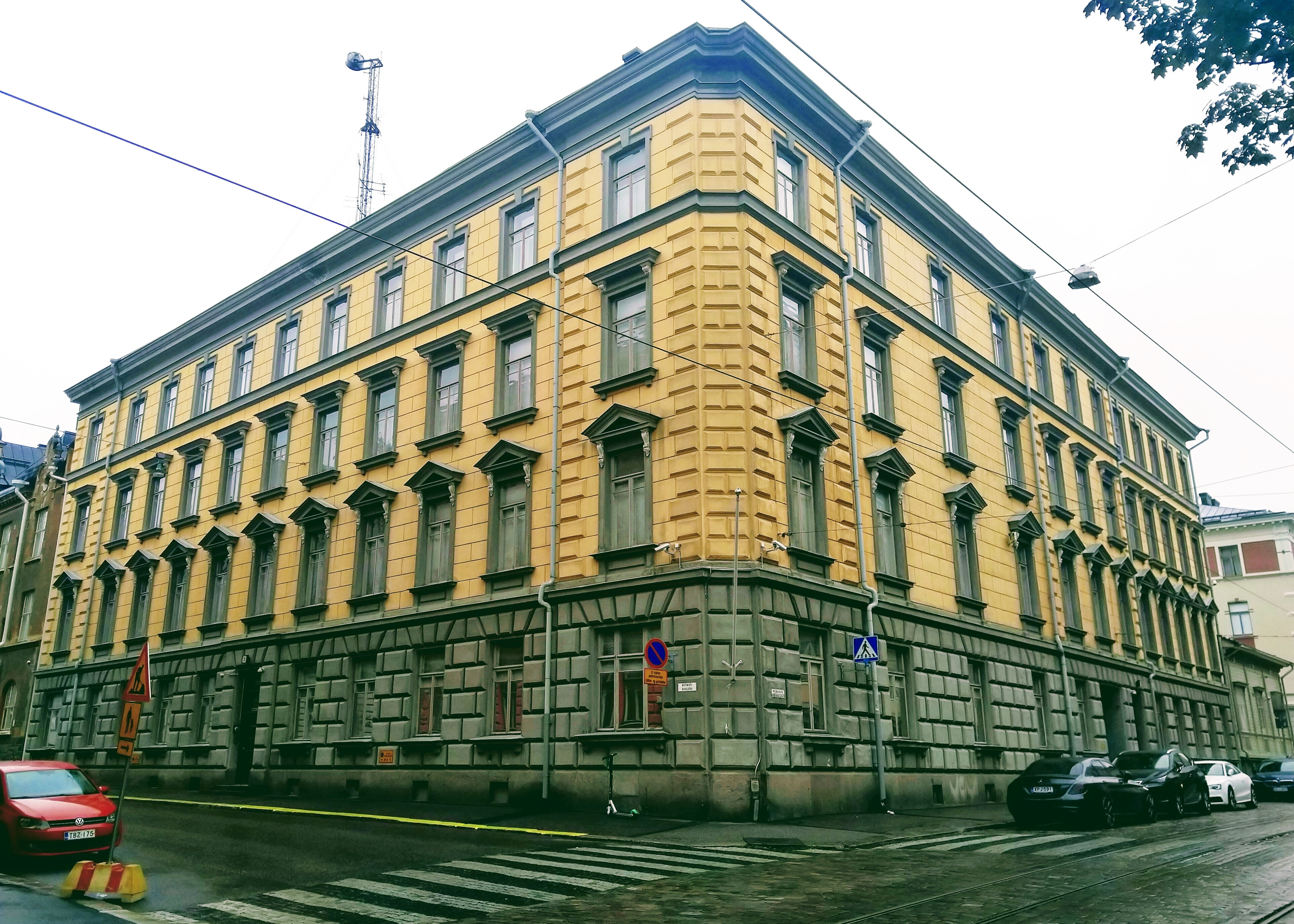
Quartier général de la Police secrète[2].
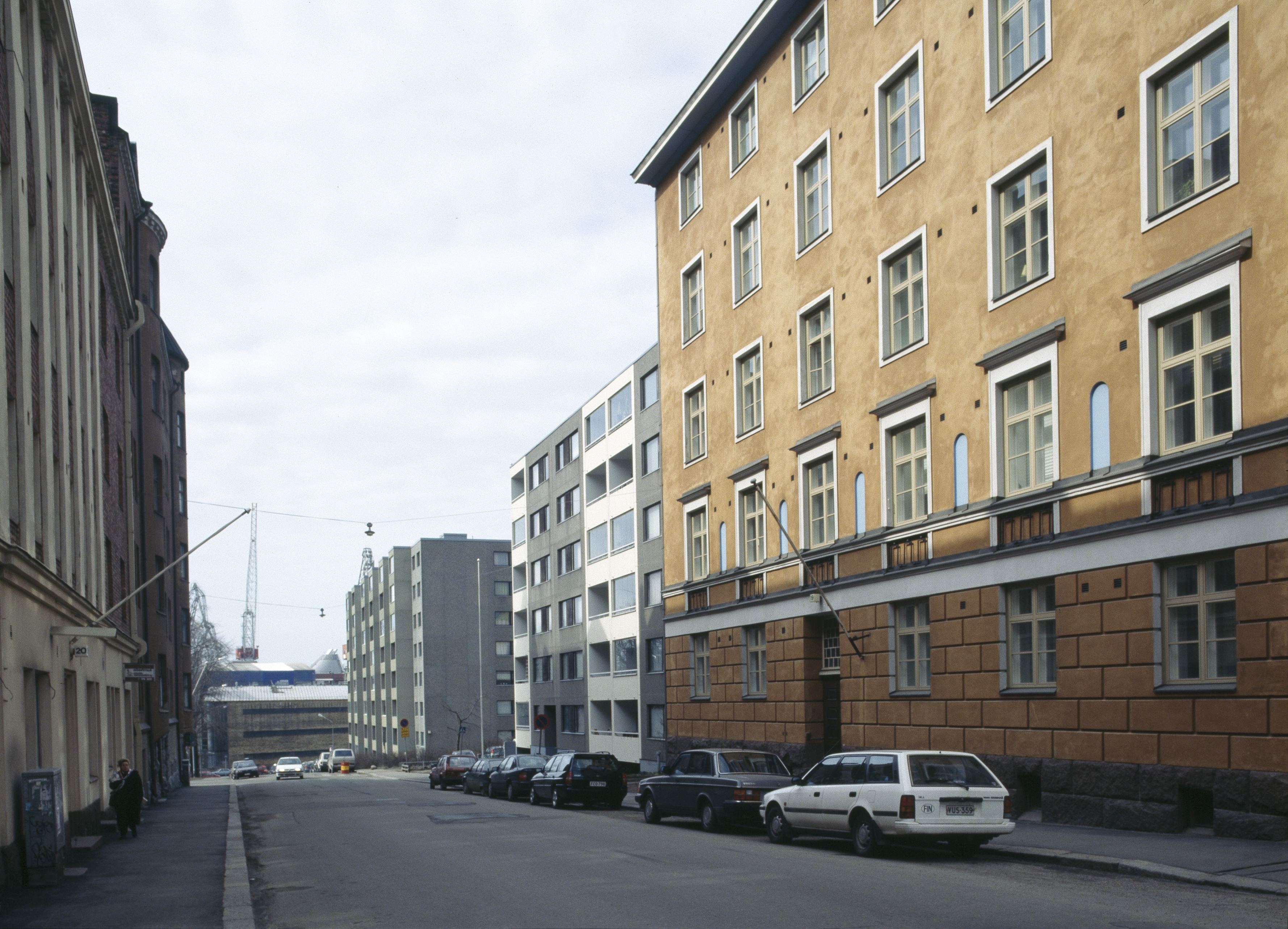
Rue Punavuori.
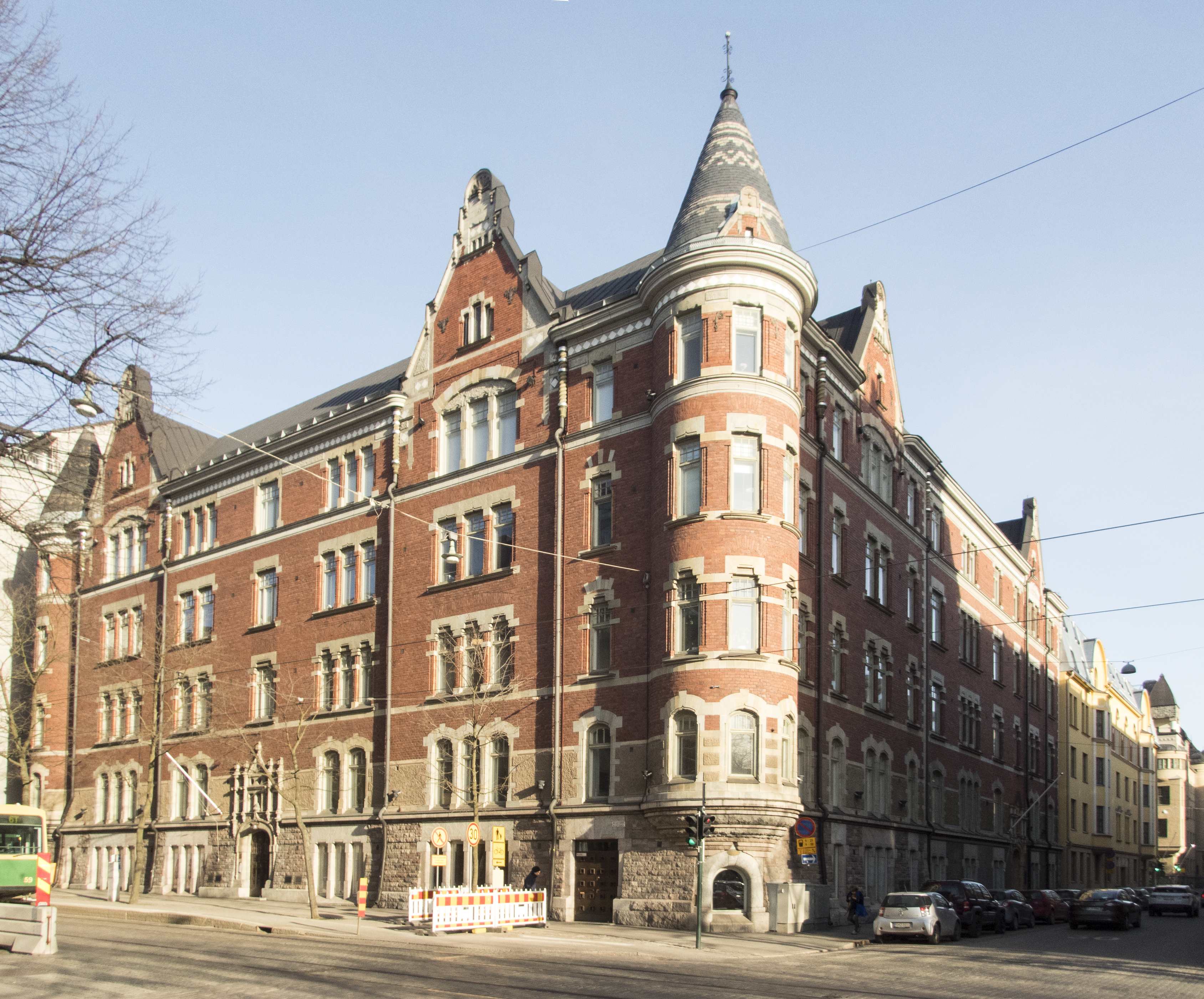
Bulevardi 30 - Albertinkatu 23
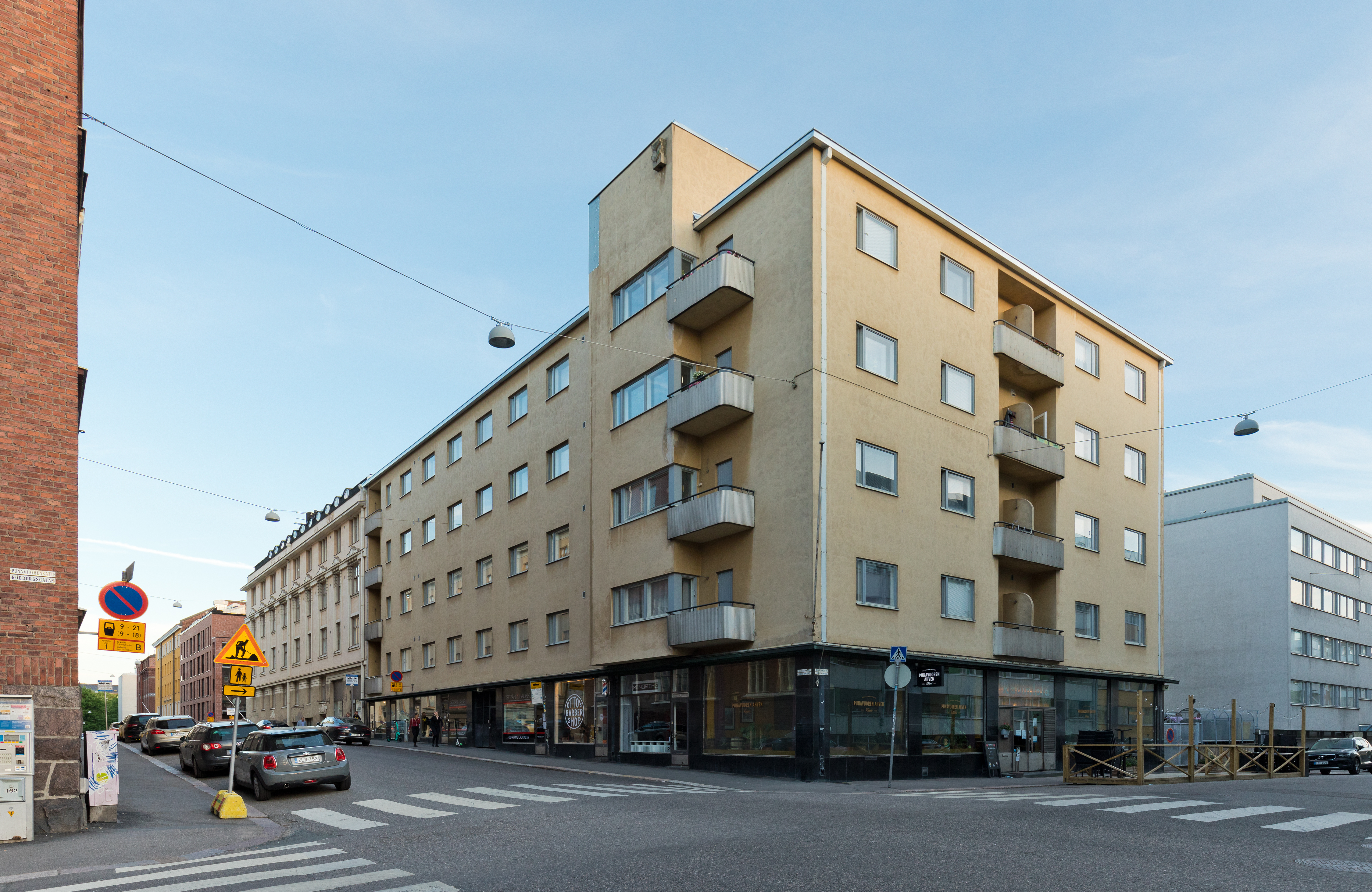
Coin de Albertinkatu et Punavuorenkatu.